# لوهمه
لوهمه (به آلمانی: Lohme) یک شهر در آلمان است که در فرپومرن-روگن واقع شده‌است. لوهمه ۵۶۶ نفر جمعیت دارد.